# 托尼·维列纳
托尼·埃米利奧·特林達德·德維列納（荷蘭語：Tonny Emilio Trindade de Vilhena；1995年1月3日—)是荷蘭的職業足球運動員，司職中場，現效力於希臘足球超級聯賽球隊彭拿典奈高斯。

## 榮譽
飛燕諾
- 荷甲：2016–17
- KNVB Cup：2015–16, 2017–18[2]
- Johan Cruijff Shield：2017, 2018

荷蘭 U17
- 歐洲U‑17足球錦標賽：2011, 2012

## 外部連結
- Voetbal International profile （页面存档备份，存于） （荷兰文）
- 托尼·维列纳 – FIFA國際賽競賽紀錄 (存檔)
- 托尼·维列纳－UEFA國際賽競賽紀錄